# 1826 a tudományban
Az 1826. év a tudományban és a technikában.

## Események
- március 17. – Gróf Teleki József, a Magyar Tudós Társaság későbbi első elnöke fölajánlja a társaság számára apja, Teleki László 30 000 kötetes könyvtárát. Ezt a napot tekintik az Akadémiai Könyvtár születésnapjának, bár az adományt csak közel húsz évvel később vehették át.[1]
- Nicéphore Niépce dolgozószobájának ablakából elkészíti a legrégebbi fennmaradt fotográfiát: Kilátás a dolgozószobából (Point de vue du Gras)

## Kémia
- Antoine Jérôme Balard francia vegyész fölfedezi a brómot

## Matematika
- február – Nyikolaj Ivanovics Lobacsevszkij orosz matematikus egy tudományos ülésen először fejti ki a nemeuklideszi geometria alapjait

## Születések
- július 13. – Stanislao Cannizzaro olasz kémikus, a Cannizzaro-reakció névadója († 1910)
- szeptember 17. – Bernhard Riemann német matematikus, úttörő munkát végzett a matematikai analízis, a differenciálgeometria területén († 1866)
- szeptember 16. – Hormuzd Rassam asszír asszírológus. Nevéhez fűződik Assur-bán-apli északi palotájának és könyvtárának feltárása, valamint a Gilgames-eposz megtalálása († 1910)

## Halálozások
- június 7. –  Joseph von Fraunhofer német fénykutató fizikus, a Nap színképében található sötét vonalak, a nevét viselő Fraunhofer-féle vonalak felfedezője (* 1787)
- július 5. – Joseph Louis Proust francia kémikus (* 1754)
- július 22. – Giuseppe Piazzi itáliai csillagász, matematikus (* 1746)
- augusztus 13. – René Laennec (René-Théophile-Hyacinthe Laennec) francia orvos, a sztetoszkóp feltalálója (* 1781)
- október 25. – Philippe Pinel francia orvos, pszichiáter, pszichológus (* 1745)
- november 23. – Johann Elert Bode német csillagász (* 1747)